# Зовнішній слуховий хід
Зовнішній слуховий хід (лат. meatus acusticus externus) — трубка, яка йде до барабанної перетинки. Захищає вухо та проводить звук до барабанної перетинки.
Зовнішня третина ходу складається з хряща і є рухомою, її шкіра містить сальні та сірчані залози, волосся. Волосся захищає вухо від проникнення сторонніх тіл і комах. Сірка та жир очищують слуховий хід від сторонніх часточок і лусочок, захищають вухо.
Внутрішні дві третини слухового ходу є кістковими. Шкіра цієї частини є тонкою, не містить волосся та залоз, щільно прилягає до скроневої кістки. Кісткова частина слухового ходу має S-подібну форму.
Слуховий хід дещо звужується в ділянці переходу хрящової частини слухового ходу в кісткову.